# Hard Rock Hotel and Casino (Las Vegas)
Hard Rock Hotel and Casino – hotel i kasyno, położony w Paradise, w amerykańskim stanie Nevada. Stanowi własność korporacji Brookfield Asset Management, zaś jego operatorem jest Warner Gaming. Obiekt zajmuje powierzchnię niemalże 7 hektarów przy skrzyżowaniu ulic Harmon i Paradise Road.
W skład Hard Rock wchodzi wieża hotelowa z 670 pokojami, kasyno o powierzchni 2.800 m², spa, strefa basenowa utrzymana w stylu Tahiti, klub nocny, pięć restauracji, trzy bary, kilka sklepów, pokój do gry w pokera, a także The Joint – klub muzyczny/sala koncertowo-rozrywkowa. Hard Rock czerpie swoje zyski w zaledwie 30% z gier hazardowych, co stanowi jeden z najniższych współczynników tego typu na obszarze Las Vegas. Ze względu na rozrywkowy charakter obiektu, jego nieformalną grupę docelową stanowią przede wszystkim osoby młode.

## Historia

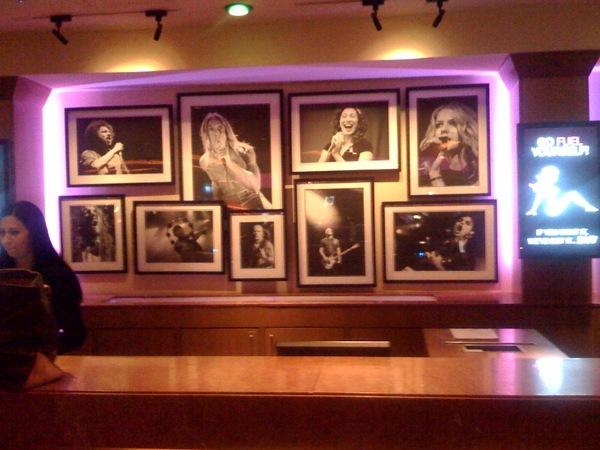
Recepcja hotelowa

Hard Rock Hotel and Casino został wybudowany w 1995 roku przez Petera Mortona, współzałożyciela sieci Hard Rock Cafe.
W czerwcu 2002 roku basista rockowy John Entwistle z zespołu The Who zmarł w jednym z pokoi Hard Rock. Zarząd obiektu początkowo odmawiał ujawnienia jego numeru ze względu na szacunek względem Johna i jego rodziny, jednak ostatecznie poinformowano, że Entwistle zmarł w „apartamencie deluxe” numer 658.
11 maja 2006 roku Hard Rock Hotel and Casino stał się własnością korporacji Morgans Hotel Group. Jako część umowy, MHG zyskała prawa do posługiwania się nazwą Hard Rock dla hoteli i kasyn we wschodnich Stanach Zjednoczonych, a także na kilku innych terytoriach.

## Rozrywka

### The Joint

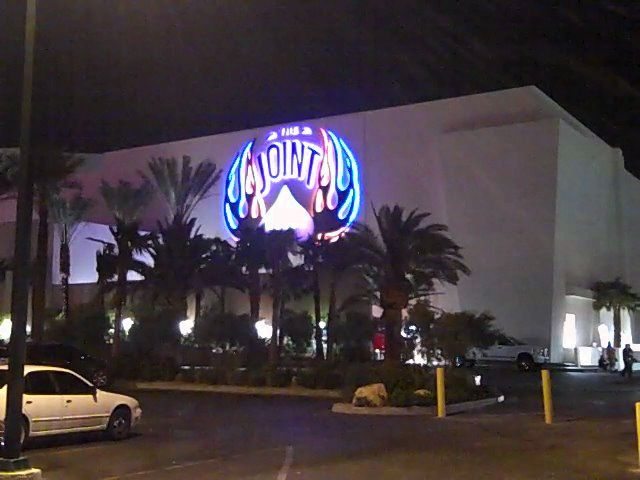
The Joint

The Joint jest klubem rockowym, wchodzącym w skład kompleksu Hard Rock Hotel and Casino. Na przestrzeni lat, w obiekcie wystąpili m.in.: The Rolling Stones, Aerosmith, The Black Crowes, David Bowie, Coldplay, Kenny Chesney, Foo Fighters, Alicia Keys, Nine Inch Nails, Alice in Chains oraz The Killers. W 2002 roku, w The Joint miał odbyć się występ The Who, będący częścią pierwszego etapu amerykańskiej trasy zespołu. Jednakże śmierć basisty Johna Entwistle'a sprawiła, że grupa nie koncertowała przez kilka kolejnych miesięcy.
Oryginalny The Joint został zamknięty w lutym 2009 roku. Z kolei nowa odsłona klubu miała premierę 17 kwietnia 2009 roku, kiedy to podczas inauguracyjnego koncertu w nowym obiekcie na scenie pojawił się zespół The Killers. W czasie pierwszego weekendu po otwarciu, w The Joint wystąpili również Avenged Sevenfold (18 kwietnia) i Paul McCartney (19 kwietnia). Nowy budynek klubu jest niemalże dwa razy większy niż jego wersja pierwotna; składa się z trzech poziomów, mieszcząc do 4 tysięcy gości.

### Klub nocny Vanity
W Hard Rock Hotel and Casino działa klub nocny Vanity, zajmujący 1.300 m². Obiekt zaprojektowany został przez Mr. Important i składa się z dwóch barów, a także 60 kabin dla VIPów. Charakterystycznym elementem klubu jest wielki żyrandol – cyklon, zawieszony nad parkietem do tańca. Cyklon składa się z ponad 20 tysięcy kryształków, z których każdy posiada indywidualnie sterowaną lampkę LED w pełnym przekroju barw. Vanity otwarty jest w czwartkowe, piątkowe, sobotnie i niedzielne noce. W każdy czwartek klub oferuje imprezę z muzyką house, „the Godskitchen”. Pozostałe dni posiadają otwarty format, a muzykę serwują stali DJ-e: Clinton Sparks, Eric D-Lux, DJ Five i Presto One. Klub jest w połowie własnością hotelu, a w połowie Jasona Giambiego. 

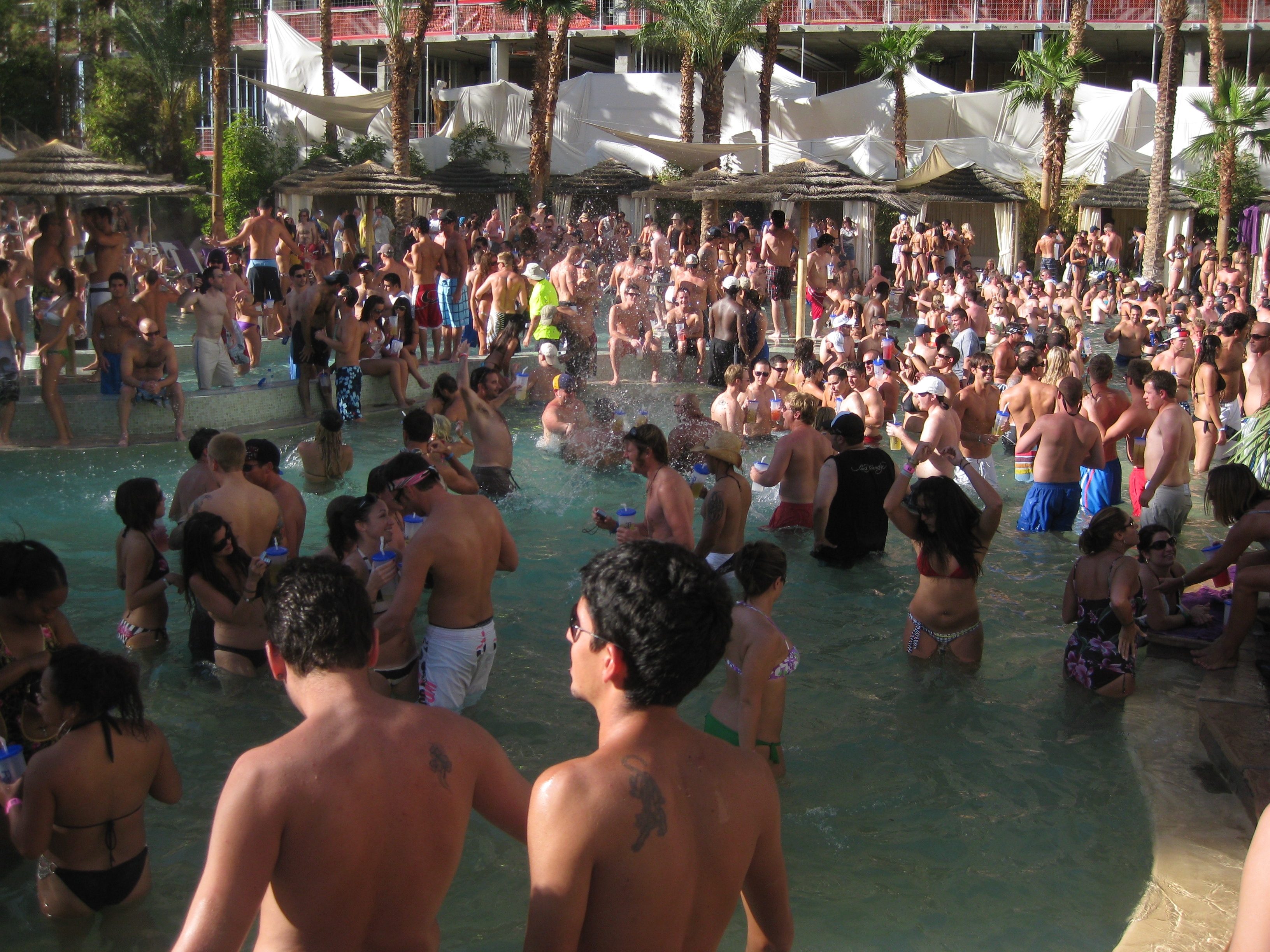
Rehab

Vanity otwarty został 31 sierpnia 2009 roku, a podczas premierowego weekendu w klubie zagrali DJ Vice i Bob Sinclar; przyjęcie poprowadził również Sean „Diddy” Combs.

### Rehab
Rehab to cotygodniowa impreza basenowa, organizowana każdej niedzieli podczas sezonu basenowego na terenie Hard Rock. Bech Club odwiedzany jest wtedy przez tysiące gości, którzy bawią się od godz. 11 do 20. Podczas gdy „stali” DJ-e hotelowi serwują szeroki przekrój różnorodnej muzyki, Rehab stał się słynnym miejscem występów DJ-ów dance'owych. Na przestrzeni lat byli wśród nich m.in.: Tiësto, Sharam z Deep Dish, Fedde le Grand, Bad Boy Bill, BT, Donald Glaude i Jonathan Peters. Podczas Rehab, swój debiutancki występ w Las Vegas dała Lady Gaga.

## Hard Rock w mediach
Hotel pojawił się w filmie Con Air – lot skazańców, kiedy to samolot rozbił się tuż przy słynnej, wielkiej gitarze Fender Stratocaster, znajdującej się przed obiektem. W obrazie Kochanie, zwiększyłem dzieciaka dwuletni Adam Szalinski gra na tej samej gitarze, po czym ją upuszcza. W 21 ukazane zostało wejście do Hard Rock.
Hard Rock widziany jest w odcinku „Vegas Baby, Vegas!” serialu Ekipa, a także w odcinku „The Strip” serialu Życie na fali oraz w programie MTV Bam’s Unholy Union.
W 2010 roku kanadyjska grupa hardrockowa My Darkest Days nakręciła wideoklip do piosenki „Porn Star Dancin'” w klubie nocnym Vanity.
Rehab i jego pracownicy – ochrona, barmani i kelnerzy, są bohaterami programu reality Rehab: Party at the Hard Rock Hotel, emitowanego na antenie telewizji TruTV.
W Hard Rock mieszkali członkowie obsady 25. serii programu The Real World; w hotelu kręcony był również The Real World: Las Vegas.
W 2011 roku, w obiekcie nakręcony został teledysk do piosenki „Got 2 Luv U” jamajskiego wokalisty Seana Paula i Alexis Jordan.